# 日立軌道STS
日立軌道STS，中文全称：日立轨道（意大利）信号与运输方案股份有限公司，其前身为安薩爾多信号与运输方案股份有限公司（Ansaldo STS S.p.A.），是義大利一家以鐵路信號及整合軌道客運與貨運系統業務為主的公司，業務遍及全球。2019年初由日立經旗下日立軌道義大利投資，完成全資收購成為其子公司。公司名稱中的STS為「Signalling and Transportation Solutions」（信號與運輸方案）的縮寫。

## 歷史
安薩爾多信号与运输方案股份有限公司的前身是於1853年成立的公司Gio. Ansaldo & C.，以意大利熱那亞為基地，主力生產鐵路列車。後來又涉足船舶生產、電力和核能業務。
於1993年，公司獲芬梅卡尼卡收購；2001年，公司業務分拆成三個子公司：AnsaldoBreda（主力建造列車）、Ansaldo Segnalamento Ferroviario（鐵路信號建造） 、Ansaldo Trasporti Sistemi Ferroviari（負責鐵路建造工程）。後兩者於2006年合併為安薩爾多信号与运输方案股份有限公司，芬梅卡尼卡持有40%股權。
日本日立與芬梅卡尼卡 (Finmeccanica S.p.A.) 於2015年2月24日達成協議，收購芬梅卡尼卡所持有的安薩爾多信号与运输方案股份有限公司40%的股份，並對剩餘股份提出收購報價。在11月2日的股東大會上，日立軌道義大利投資公司完成收購安薩爾多信号与运输方案股份有限公司40%的股份。在董事長Alistair Dormer主持的新一屆董事會上，Stefano Siragusa被任命為公司執行長暨總經理，管理日常公司和集團運作。日立軌道義大利投資於2015年3月透過公開收購，以€10.5購得10.7%股份，使得日立持有的股份達到50.7%。執行長暨總經理Stefano Siragusa於5月24日辭去職務，隨後董事會指派Andrew Barr繼任。
日立於2018年10月與艾略特管理公司達成協議，收購其所擁有、占安薩爾多信号与运输方案股份有限公司32%的全部股份，並以每股同樣價格向其他占股較小的投資人收購股份。在加上其他較小筆股份收購協議後，日立於2019年1月18日已擁有安薩爾多信号与运输方案股份有限公司達99.156%的股份，得以依法將安薩爾多信号与运输方案股份有限公司從義大利股票市場下市並對剩餘股份強制收購，達成全資擁有安薩爾多信号与运输方案股份有限公司的計畫。

## 備註
1. ↑  . Ansaldo STS.   [23 January 2015]. （原始内容存档于2017-11-08）.
2. 1 2 3 4 5 6  . Ansaldo STS.   [24 April 2017]. （原始内容存档于2019-03-05）.
3. ↑  . Railway Gazette. DVV Media Group. 2015-02-24  [2016-05-16]. （原始内容存档于2020-11-01）.
4. ↑  . ANSA.it. 2016-03-23  [2016-05-24]. （原始内容存档于2019-08-14）.
5. ↑  . Yahoo Finanza Italia.   [2016-05-24]. （原始内容存档于2016-06-01）.
6. ↑  . Railway Gazette. 2019-01-22  [2019-02-20]. （原始内容存档于2019-08-18） （英语）.

## 外部連結
- 安薩爾多STS 官方网站